# Heart o' the Hills
Heart o' the Hills è un film del 1919, diretto da Sidney Franklin e Joseph De Grasse, basato sul romanzo omonimo di John Fox Jr. del 1913.

## Trama
Mavis Hawn è una ragazzina non ancora tredicenne che si aggira costantemente armata di fucile nei dintorni del suo villaggio montano del Kentucky: da quando suo padre è stato assassinato ella ha giurato a sé stessa – anche se non sa chi sia stato l'omicida - di vendicarlo, e si tiene pronta per l'occasione.
Il suo coetaneo Jason (Jasie) Honeycutt si reca da lei, emette un particolare fischio di riconoscimento ed esibisce, nascosto dietro l'angolo, un paio di rudimentali canne da pesca. È il segnale stabilito: i due ragazzi vanno allo stagno a pescare. Qui i due parlano delle loro vite. Entrambi sono maltrattati dai loro genitori: la madre di Mavis, Martha, ed il padre adottivo di Jasie, Steve; parlano inoltre del loro futuro matrimonio, quando saranno grandi.
Al ritorno dall'escursione, i due si imbattono, nel bosco, in una comitiva di forestieri – e come tali malvisti - provenienti dalle pianure: essi hanno in mente di acquisire le terre locali, ricche in redditizi giacimenti di carbone. I due soci in tale impresa hanno filosofie diverse: laddove il colonnello Pendleton, onesto piantatore, è convinto di condurre l'eventuale affare in modo pulito, Morton Sanders, oscuro faccendiere, non esita ad avvalersi di stratagemmi – senza peraltro comunicarli a Pendleton - pur di realizzare un profitto.
Mavis e Jasie incontrano in tale occasione anche i loro coetanei Gray, figlio di Pendleton, e Marjorie Lee, figlia adottiva dello stesso colonnello Pendleton. E fra i due corre una certa attrazione, dovuta alla frequentazione in quanto fratelli (adottivi). Fra i quattro ragazzi nascono gelosie destinate a trascinarsi per i futuro.
6 anni dopo: il colonnello Pendleton ha cercato in qualche modo di riparare alle malefatte di colui che ha avuto in passato la malaccortezza di avere come socio, Morton Sanders - che ha deprivato Mavis dell'eredità che le sarebbe normalmente spettata -, e ha adottato la ragazza. Nella villa palladiana dei Pendleton –nella quale Mavis trascorre ora la sua vita in agi e raffinatezze per lei decisamente inusuali, per quanto non sgraditi - Gray non ha smesso il proprio volubile attaccamento più che fraterno alle sorelle adottive, che ora – motivo di ulteriore disorientamento - sono due. Un giorno, Mavis riceve una lettera della madre, che le dice di trovarsi in difficoltà e le chiede di raggiungerla: la mamma è sempre la mamma, e Mavis vi ci si reca.
Nello stesso tempo anche Jasie – dopo anni di assenza, durante i quali si è apparentemente lasciato alle spalle le (dis)avventure amorose con Mavis, ma non l'antica amicizia dell'infanzia - ritorna al paese, e decide di andarla a trovare a sorpresa. Nella casetta degli Honeycutt, Martha – che, nel tempo, si è resa conto di avere commesso un errore nello sposare Steve – ha un ennesimo litigio col marito, ubriaco, e lo minaccia di raccontare alla figlia che è stato lui ad uccidere il padre della giovane. Mavis rientra in quel momento, e sente le parole della madre: ha finalmente trovato l'assassino, e, - mentre Steve aggredisce Martha -  arma il fucile. Nello stesso istante arriva anche Jasie, anch'egli armato, come d'abitudine nella contrada. Entrambi vedono - attraverso due diverse finestre - Steve assalire Martha con l'intento di ucciderla, e, per salvarle la vita, entrambi sparano: Steve, colpito, cade morto.
"Le tragedie sono dimenticate in fretta fra la gente di montagna": non è passato molto tempo quando Mavis, seduta sul patio, legge alla madre una lettera del colonnello Pendleton, nella quale egli spiega alla novella figlia adottiva che è ritornata in pieno possesso delle proprie terre dopo la conclusione di un iter legale, ed aggiunge che Gray ha finalmente messo la testa a posto e si è sposato con Marjorie.

## Produzione
Le riprese esterne sono state realizzate a Big Bear Lake, a Forest Falls, nella Contea di San Bernardino, e nelle San Bernardino Mountains, presso Redlands (California). L'assistente alla regia è stato Alfred L. Werker.
La pellicola, per l'uscita statunitense, consisteva di 6 rulli per una lunghezza complessiva di 1929 metri. Una copia positiva, 35mm, è conservata presso il Mary Pickford Institute for Film Education di Los Angeles; la George Eastman House di Rochester (stato di New York) ne custodisce una copia negativa in nitrato, 35mm, della lunghezza di 1212 metri e una positiva in diacetato, 16mm, lunga 720 metri.

## Distribuzione

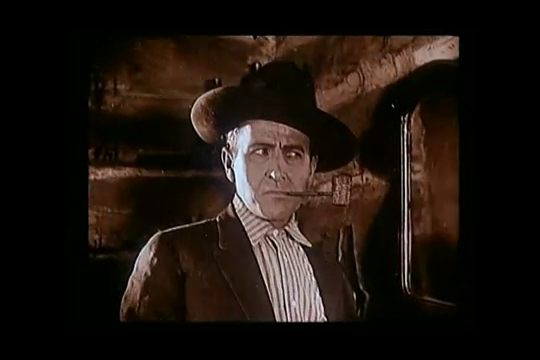
Sam de Grasse in una scena del film

Distribuito dalla First National, la data di uscita del film negli Stati Uniti, a seconda delle fonti, è riportata essere il 17 novembre 1919 o il 30 novembre dello stesso anno.
Heart o' the Hills è di pubblico dominio.
Il film è stato fatto oggetto di diverse edizioni in DVD, con didascalie inglesi senza sottotitoli in altre lingue: nel 2005 a cura della Milestone Film & Video, tratto da una copia in 35mm, corredato da una colonna sonora di Donald Sosin; nel 2913 a cura della Alpha Video; nel 2014 a cura della Grapevine Video. Heart o' the Hills è visionabile su YouTube.